# Roman L. Weil
Pour les articles homonymes, voir Weil.
Roman L. Weil, né le 22 mai 1940 et mort le 1er février 2023, est un économiste américain, comptable, consultant émérite et membre du corps professoral de la Chicago Booth School of Business, connu notamment pour son travail sur la duration des obligations,.

## Biographie
Né en 1940, Weil obtient en 1962 sa licence en économie et en mathématiques de l'Université Yale, en 1965, sa maîtrise en administration industrielle, en 1966, son Doctorat en économie à la fois en 1966 de la Tepper School of Business et de l'Université Carnegie-Mellon. En 1973, il est devient un expert-Comptable, en 1974, un Comptable en Management accrédité.
Weil a commencé sa carrière universitaire à la Chicago Booth School of Business en 1965, il y a travaillé jusqu'à sa retraite en 2008. Il a enseigné à l'Université de Princeton et à l'Université de Californie à San Diego.